# 索斯諾沃博爾斯克區

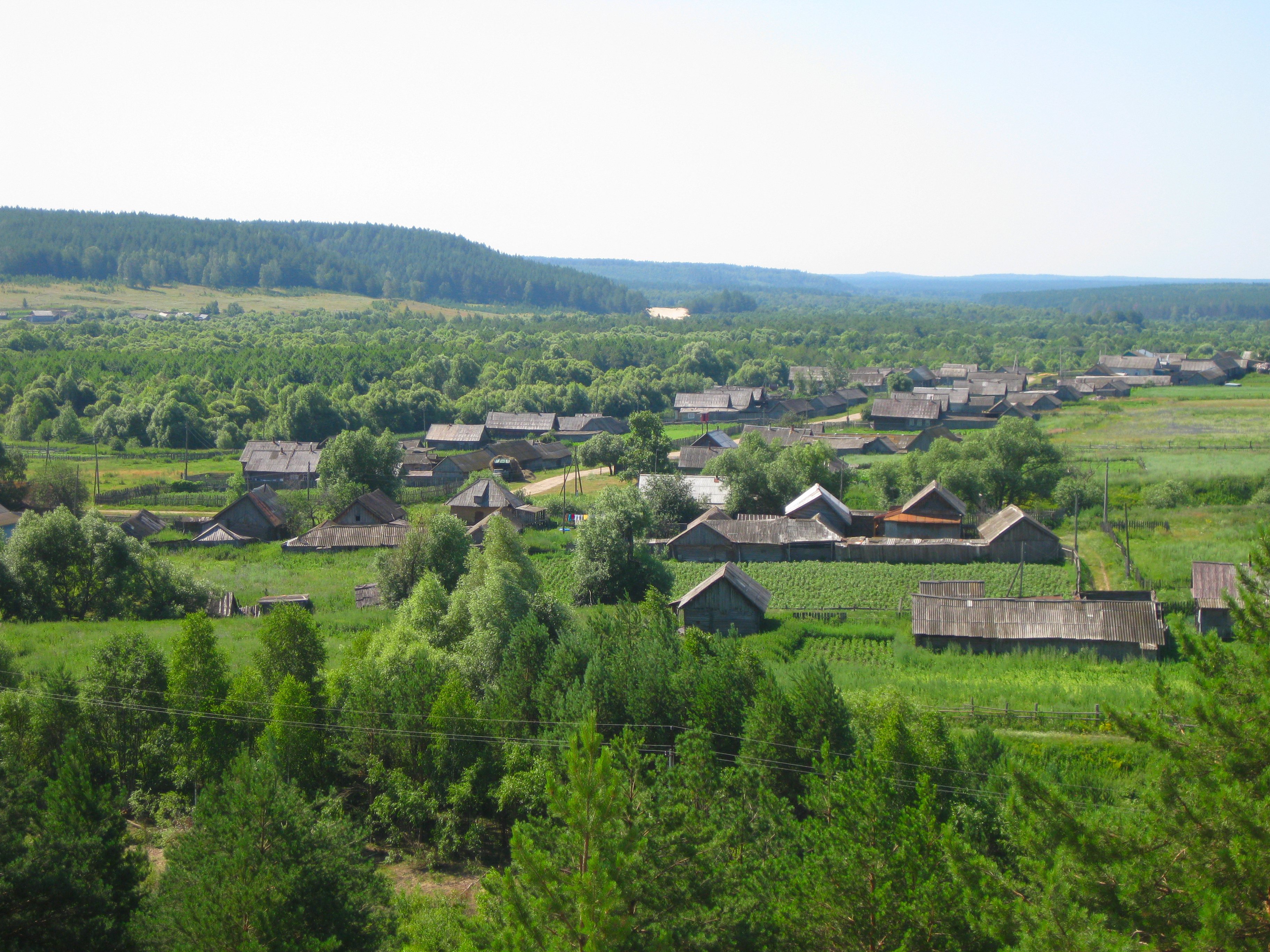

53°17′49″N 46°15′05″E / 53.29694°N 46.25139°E
索斯諾沃博爾斯克區（俄语：Сосновоборский район），是俄羅斯的一個區，位於該國西南部，由奔薩州負責管轄，面積1,567平方公里，2010年人口17,242，人口密度每平方公里11人。